# 科吉圖斯
科吉圖斯（拉丁語：Cogitosus，約650年）是愛爾蘭基爾代爾修道院的一名僧侶，他在650年左右撰寫了現存最古老的聖布里吉德的傳記《Vita Sanctae Brigidae》。關於他是否與聖布里吉德有關存在爭議。Muirchú moccu Machtheni將科吉圖斯稱為第一位愛爾蘭聖徒傳記作家。
科吉圖斯用相當不錯的拉丁文寫作，他對很布里吉德的描述可能取自早期文獻。他對基爾代爾教堂及其室內裝飾的描述對於早期愛爾蘭藝術和建築的歷史十分詳細。他還詳細描述了布里吉德和康萊思（Conleth）的墳墓。